# Cenicientos
Cenicientos – miasto w Hiszpanii we wspólnocie autonomicznej Madryt, 80 km na południowy zachód od Madrytu, na zachodzie wspólnoty. 
Nazwa Cenicientos pochodzi z czasów Rekonkwisty: król kastylijski zażądał od swojego dworu w Toledo wojowników i broni do walki z muzułmanami. Pytając przedstawiciela miasta, czy mógłby wnieść sto włóczni, odpowiedział: „Sto setkami możesz policzyć, Wasza Wysokość” i z tego wyrażenia uzyskana zostanie nowa nazwa miasta. 